# Час волка
«Час волка» (швед. Vargtimmen) — шведский психологический фильм ужасов 1968 года, единственный фильм Ингмара Бергмана, который может быть отнесён к жанру психологического хоррора. Главные роли исполнили Макс фон Сюдов и Лив Ульман. Основные съёмки проходили в Ховс Халларе, Стокгольме и Фаре. 
Бергман черпал вдохновение из оперы Вольфганга Амадея Моцарта «Волшебная флейта» и повести Э. Т. А. Гофмана «Золотой горшок», а также из собственных кошмаров.  В фильме раскрываются темы безумия, сексуальности и отношений, переданные в сюрреалистическом стиле с элементами фольклора. Также присутствует намёк на легенды о вампирах и оборотнях. Некоторые связывают эту работу с жизнью самого Бергмана и его отношений с Ульман; Бергман сказал, что переживал свой «час волка», когда задумывал эту историю. Первоначально кинокартина получила негативные отзывы в Швеции, но в последующие годы стала считаться одним из самых лучших и значимых фильмов ужасов в истории.

## Сюжет
В руки режиссёра попадает дневник художника Йохана Борга, бесследно исчезнувшего несколько месяцев назад. Альма, беременная жена художника, рассказывает о происходившем с парой перед этим исчезновением. 
Переехав на остров Бальтрум, семейная пара Боргов начинает новую жизнь. Днём Йохан обычно уходит на природу рисовать. Однажды он делится с Альмой набросками пугающих видений, которые у него были. Своим «демонам» он даёт различные прозвища: Человек-птица, Дама в шляпе, Мужчина-паук и Учитель. По мере пребывания на острове у Йохана усиливается бессонница: он должен ждать до рассвета, чтобы заснуть. Однажды к их дому подходит пожилая женщина и просит Альму прочитать дневник Йохана, который он прячет под кроватью. Из дневника Альма узнаёт, что Йохана преследуют странные незнакомцы и что он видит образ своей бывшей возлюбленной Вероники Фоглер, которой Йохан был одержим. 
Барон фон Меркенс, проживающий в соседнем замке, приглашает семейную пару к себе. В замке художник и его жена знакомятся с семьёй барона и мистером Линдхорстом, давним поклонником творчества Йохана. После ужина жена барона проводит супругов в свою спальню, где у неё висит портрет Вероники, написанный Йоханом. У Альмы начинают появляться тревожные мысли: она боится потерять своего мужа. Ночью, во время бессонницы, Йохан рассказывает жене о «часе волка» — времени между тремя и четырьмя часами утра, когда часто умирают и рождаются люди, времени безумия и кошмаров. Йохан вспоминает о своей детской травме, когда его заперли в шкафу, а затем отец бил его ремнём. Он внезапно рассказывает и о произошедшей на рыбалке стычке с мальчиком, который стал набрасываться на Йохана, в результате чего тот с жестокостью убил ребёнка и утопил его в море. Альма шокирована признанием мужа. 
Внезапно в дом заходит мистер Хеербранд, один из гостей барона фона Меркенса. Он приглашает Юхана в замок на вечеринку и говорит, что на ней будет присутствовать Вероника Фоглер. Хеербранд  дарит художнику пистолет для самозащиты. Йохан и Альма начинают ссориться из-за его одержимости Вероникой. Йохан берёт пистолет и трижды стреляет в Альму, а затем направляется в замок. Все гости в замке оказываются теми самыми демонами, о которых Йохан рассказывал Альме: Мужчина-паук ходит по потолку, Дама в шляпе вместе со шляпой снимает и собственное лицо, у Человека-птицы за спиной возникают крылья. В одной из комнат Йохан находит обнажённую Веронику, лежащую в гробу. На фоне насмешек гостей она начинает соблазнять смущённого Йохана. Тем временем, как оказалось, выстрелы лишь слегка задели руку Альмы и она притворилась мёртвой. Она пытается отыскать мужа и находит его в лесу. Альма видит, как мистер Линдхорст и семья барона Меркенса нападают на Йохана, после чего он исчезает.
В финале Альма в интервью начинает рассуждать о произошедшем и задаётся вопросом, почему она видела тех людей в замке, если это видения её мужа. Она вспоминает известное поверье, что с годами супруги становятся похожими друг на друга и предполагает, что возможно стала походить на Йохана.

## В ролях
- Макс фон Сюдов — Йохан Борг
- Лив Ульман — Альма Борг
- Гертруд Фрид — Коринн фон Меркенс
- Георг Рюдеберг — архивист Линдхорст
- Эрланд Юзефсон — барон фон Меркенс
- Найма Вифстранд — старуха со шляпой
- Ульф Йоханссон — терапевт Хеербранд
- Гудрун Брост — Гамла фон Меркенс
- Бертил Анденберг — Эрнст фон Меркенс
- Ингрид Тулин — Вероника Фоглер

## Награды и номинации

### Награды
- 1968 Награда Национального общества кинокритиков США
  - Лучший режиссёр — Ингмар Бергман (также за фильм «Стыд»)
- 1969 Награда Национального совета критиков США (National Board of Review)
  - Лучшая женская роль — Лив Ульман (также за фильм «Стыд»)